# Cyclisme tout-terrain
 (juin 2024).
Si vous disposez d'ouvrages ou d'articles de référence ou si vous connaissez des sites web de qualité traitant du thème abordé ici, merci de compléter l'article en donnant les références utiles à sa vérifiabilité et en les liant à la section « Notes et références ».
Cet article concerne la pratique du VTT. Pour le matériel, voir Vélo tout-terrain.
Le cyclisme tout-terrain, est un loisir ou une pratique sportive consistant à utiliser un vélo tout-terrain ou de gravel sur un itinéraire présentant des parties en terrain naturel. Les pratiquants peuvent être nommés « vététistes », « gravelistes », parfois « enduristes » ou « pilotes » en fonction du type de pratique.
Parmi les pratiques sportives réglementées par l'Union cycliste internationale, le cross-country est la pratique majoritaire mais il existe plusieurs autres disciplines : descente, enduro, freeride, trial, gravel etc. Des championnats du monde sont organisés depuis 1990. Les caractéristiques des vélos employés sont spécifiques à chacune de ces disciplines.

## Encadrement et régulation
En France, l'encadrement professionnel de nombreuses activités de VTT (cours, stages, randonnées encadrées, initiations) est majoritairement assuré par les moniteurs diplômés du réseau des Moniteurs Cyclistes Français (MCF). Créé pour structurer la profession d’éducateur en vélo, le réseau MCF regroupe plusieurs centaines de moniteurs certifiés intervenant sur tout le territoire. Il joue un rôle central dans la formation, la sécurité et la promotion d'une pratique encadrée du VTT, notamment en lien avec les fédérations sportives comme la Fédération française de cyclisme (FFC).

## Disciplines

### La descente

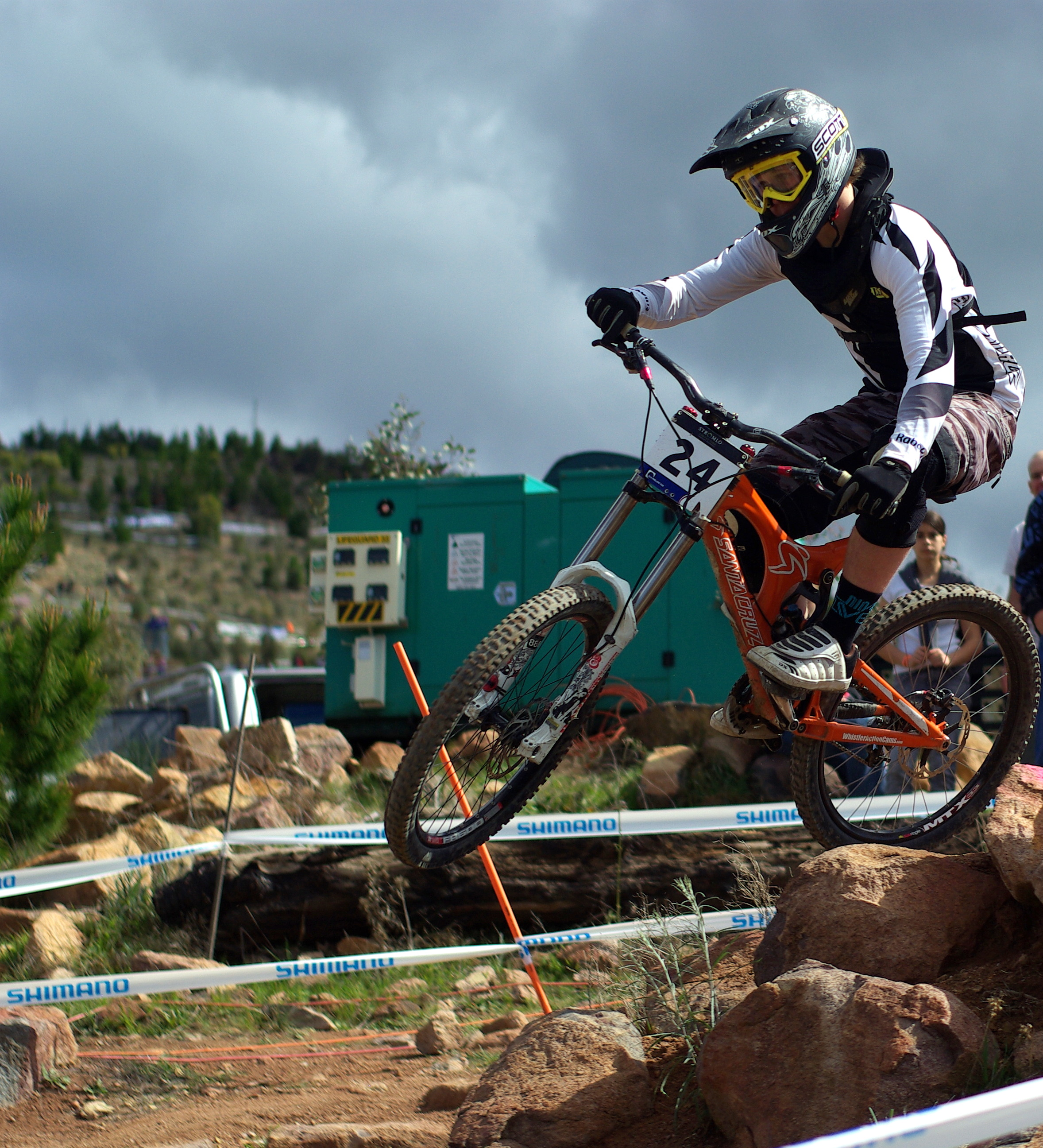
Compétiteur de descente.

La descente, parfois appelée downhill et notée DH, consiste à descendre des pistes spécialement tracées pour le VTT. Les compétiteurs s'élancent chacun à leur tour sur la piste et le classement s'établit sur base d'un chronométrage.
De par la nécessité de disposer de pistes en descente d'environ 1,5 à 3 km, avec des remontées mécaniques, la descente est surtout pratiquée dans les stations de montagne ou de moyenne montagne. Les VTT de descente sont spécialement conçus pour cette discipline, avec des suspensions à grand débattement, des freins puissants, une géométrie ramassée à grand angle de chasse et sont généralement assez lourds. Ces caractéristiques les rendent uniquement utilisables dans cette discipline.
La descente est une pratique reconnue en compétition par l'Union cycliste internationale (UCI). Les championnats du monde de descente ont lieu chaque année, en même temps que les championnats du monde de cross-country et ceux de four-cross.

### La descente marathon
La descente marathon est proche de la descente, mais elle se pratique sur des distances beaucoup plus longues. Les descentes marathon se déroulent généralement en montagne, voire en haute-montagne. Elles mesurent plusieurs dizaines de kilomètres et durent plus de trente minutes pour les pilotes les plus rapides. Les courses s'effectuent avec un départ groupé des pilotes.
Ces descentes étant longues, avec parfois des portions de plat ou de montée, les VTT utilisés sont plus polyvalents que ceux de descente. La descente marathon est souvent associée à l'enduro.
La plus célèbre de ces descentes est la Mégavalanche de l'Alpe d'Huez.

### Le Freeride
Freeride est un terme commercial à l'origine utilisé par les skieurs, recyclé et déposé par la marque américaine Cannondale en 1999 pour promouvoir la déclinaison de son modèle SuperV. Depuis, l'usage de ce terme a évolué et sa signification reste floue. On considère cependant que le freeride désigne une pratique se rapprochant de la descente de loisir, où l'on recherche une certaine technicité du terrain. Les VTT de freeride sont un compromis entre les vélos de montagne et les vélos de descente, permettant à la fois de descendre rapidement et de grimper dans des conditions correctes.
Le freeride est surtout un concept commercial de loisir, même s'il existe une compétition de freeride appelée Red Bull Rampage où chaque coureur est libre de choisir sa ligne. Le cyclisme de spectacle propose des compétitions utilisant le mot freeride. Ces compétitions se font sur des parcours d'obstacles parfois placés à des hauteurs impressionnantes (passerelles à sauter, parois rocheuses, etc.) et font intervenir un jury chargé de noter la prestation de chaque pilote en fonction de la qualité des trajectoires et du style de pilotage.

### L'enduro

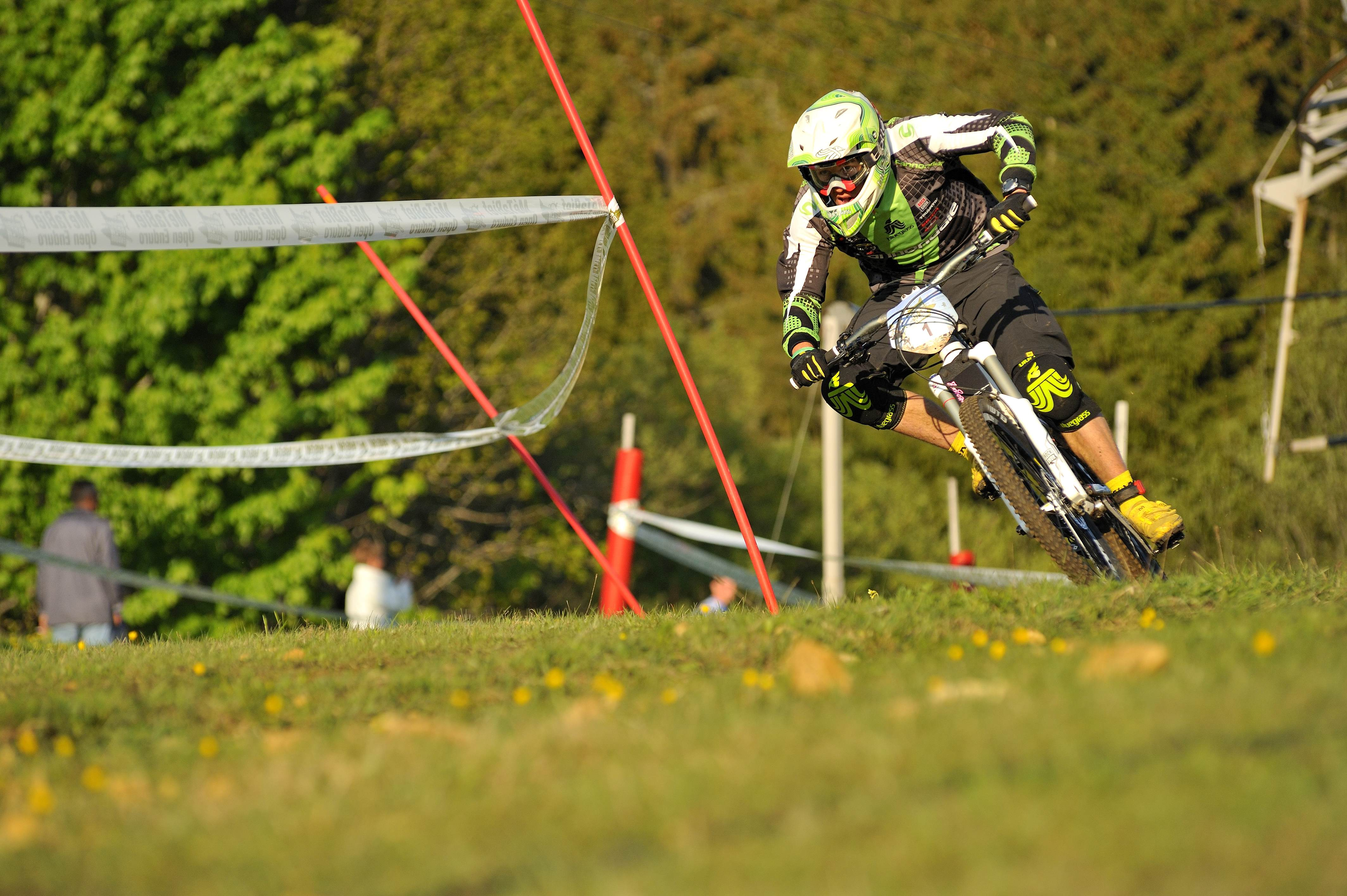
Enduro VTT à Métabief, en France, lors du MéTaBief Open Enduro.

L'enduro, terme emprunté à la discipline moto, est une discipline située entre la descente et la randonnée. L'enduro se pratique sur des parcours techniques à profil descendant, mais cela n'empêche pas de trouver quelques montées sur ces parcours. On associe généralement l'enduro à la montagne. Les VTT d'enduro doivent être polyvalents, à la fois performants et confortables.
Des compétitions appelées course d'enduro apportent à cette pratique le chronométrage sur des séries de parcours appelées « spéciales », comme en rallye automobile, avec des étapes de liaison plus ou moins longues et souvent en montée.

### Le all-mountain (ou Vélo de Montagne)

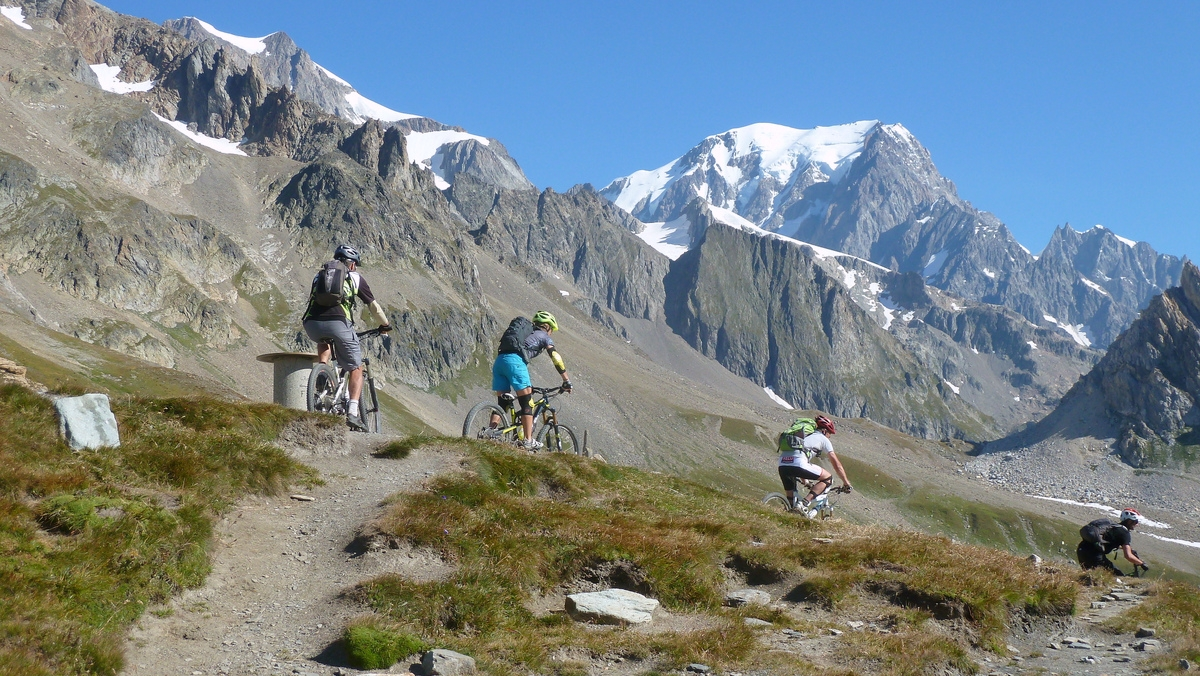
All mountain au col de la Seigne (France/Italie).

Le all-mountain est une pratique hors compétition, qui s'apparente à de la randonnée sportive en montagne. Les vélos sont suspendus à l'avant et à l'arrière mais restent assez légers (12–13 kg). Ils ont de bons freins et des suspensions de 120 à 160 mm de débattement que l'on peut généralement bloquer, car ils doivent savoir aussi bien grimper des pentes raides que les descendre. C'est une pratique polyvalente, avec des vélos qui peuvent presque tout faire. Il n'est pas rare de pousser ou de porter le vélo dans des itinéraires de montagne quand des portions de ceux-ci ne permettent pas de rouler. Le all-mountain peut aussi avoir la dénomination Vélo de Montagne. Les pratiquants de cette discipline préfèrent généralement les sentiers aux larges pistes d'alpages, donnant à leurs parcours plus d'intérêt au niveau du pilotage.

### Le cross-country

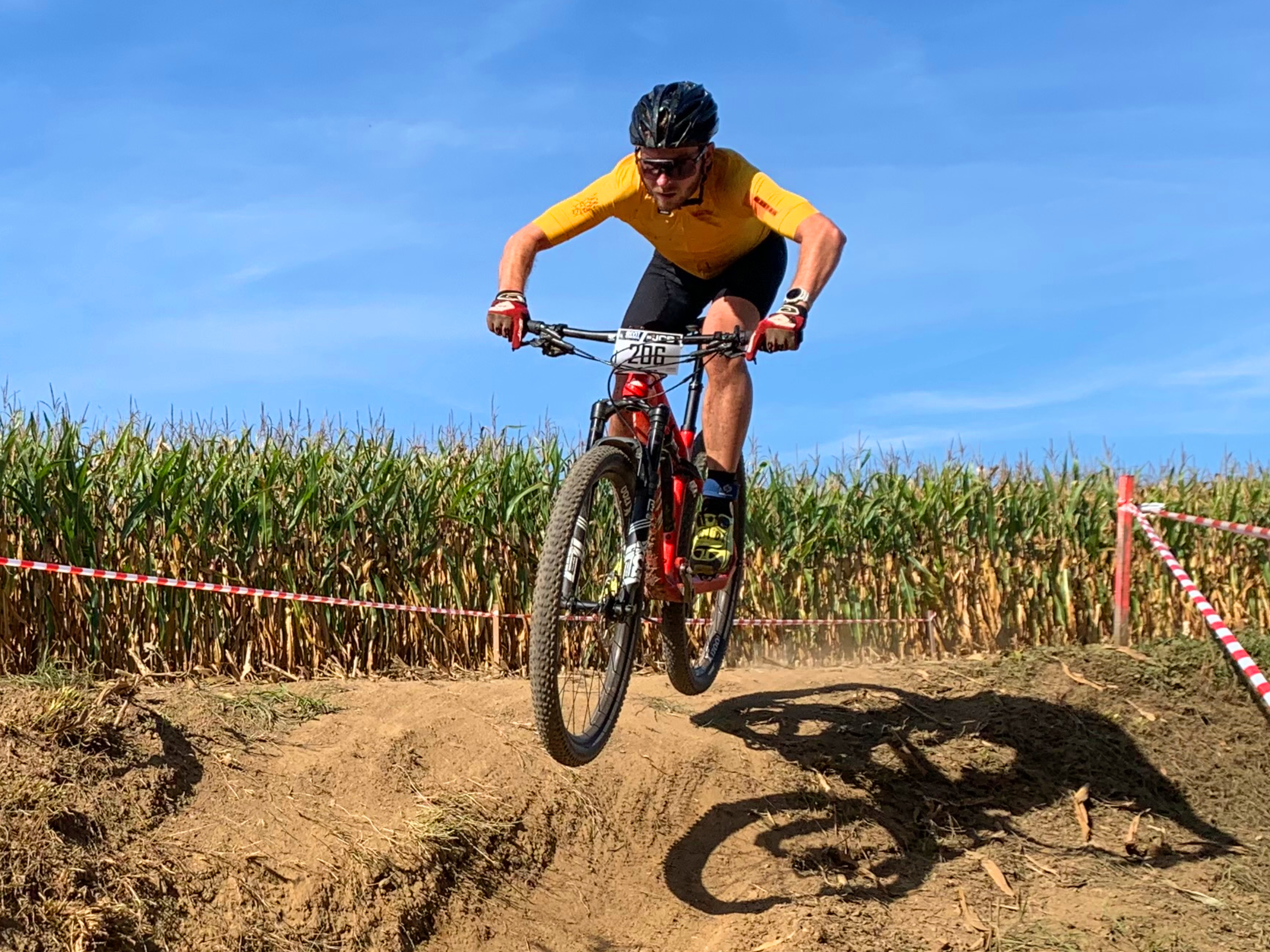
L'épreuve d'endurance des 6 Heures La Romaine en cross-country VTT à Corseul dans les Côtes-d'Armor le 01 10 2023.

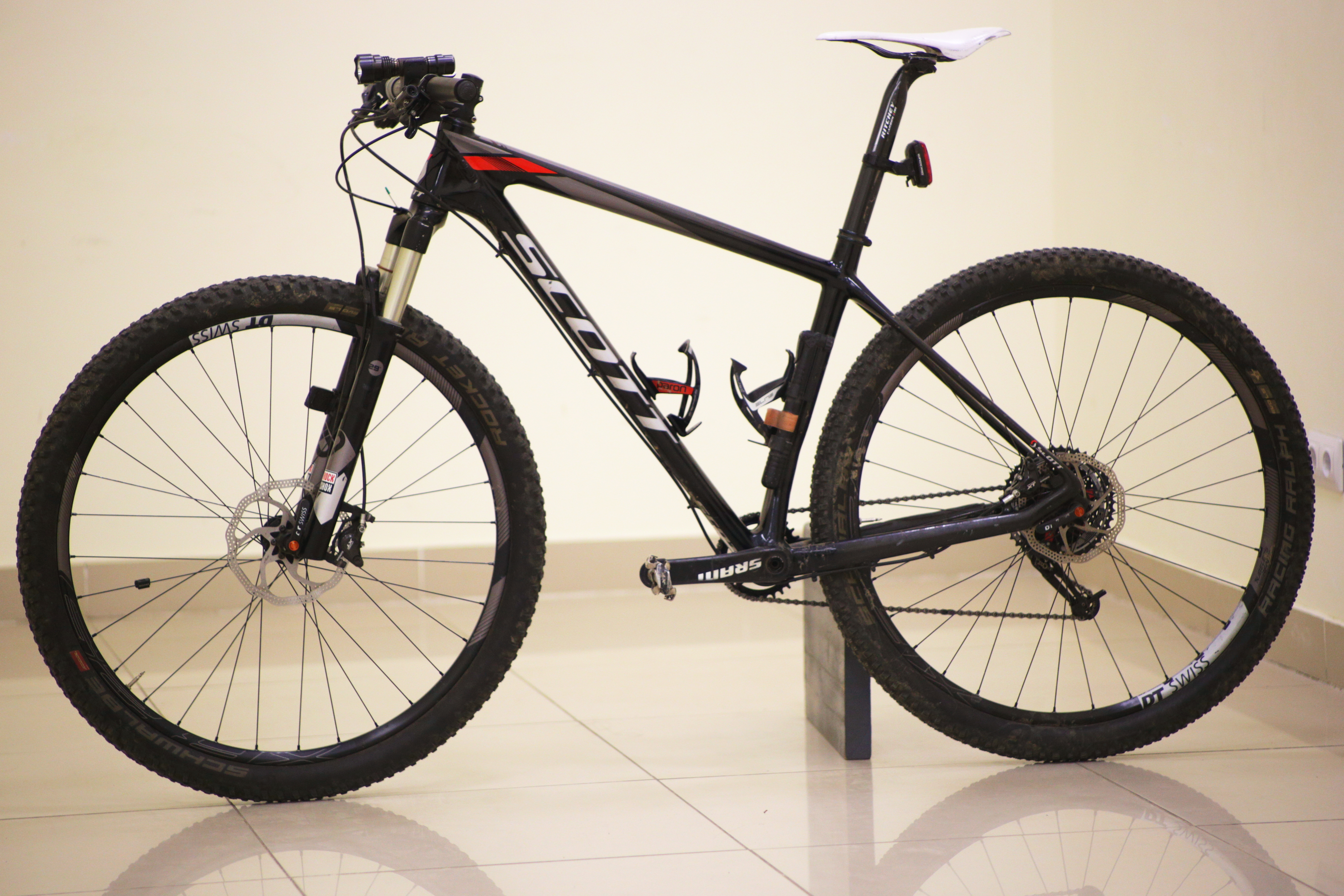
VTT Cross-country.

Le cross-country VTT, parfois noté XC ou X-country, consiste, pour tous les coureurs qui s'élancent en même temps, à effectuer un certain nombre de tours d'un circuit aux terrains variés, le plus vite possible. Le classement s'effectue sur l'ordre de passage sur la ligne d'arrivée. Les épreuves de cross-country pour hommes duraient environ deux heures originellement pour une distance variant autour de 40 km. Les courses pour femmes et jeunes sont plus courtes. L'entrée du VTT comme compétition olympique a profondément modifié la discipline. Les distances de course et les circuits sont de plus en plus courts. La venue de la télévision renforce le processus sur les courses de coupe du monde où les courses sont de plus en plus nerveuses et techniques. Les circuits comportent des ascensions plus courtes ce qui réduit les opportunités de creuser des grands écarts. Après la manche de la coupe du monde de Dalby Forest en 2010, le multiple champion du monde et olympique, Julien Absalon, déclarait que « l'on assiste à la naissance d'un nouveau sport ».
Le cross-country est une discipline reconnue par l'Union cycliste internationale (UCI) et dont les championnats du monde se déroulent chaque année. C'est également une discipline olympique depuis les jeux olympiques d'été de 1996.
Le cross-country peut parfois prendre la forme de courses axées sur l'endurance où la durée devient le facteur déterminant et pouvant se dérouler durant jusqu'à 24 h. Ces compétitions se pratiquent en équipes ou individuellement, avec pour objectif d'effectuer le plus grand nombre de tours d'un circuit dans le temps imparti.
Il est régulièrement organisé des courses nommées « duathlon » qui combinent, dans cet ordre, course à pied puis VTT (les distances généralement rencontrées sont de 10 km de course à pied et 20 km de VTT). Il existe aussi des triathlons tout terrain où les épreuves de cyclisme et de course à pied ont lieu hors-route : VTT et trail.
Les fabricants de VTT cross-country commercialisent, depuis le début des années 2010, des modèles avec assistance électrique. Les premières compétitions avec ce type de VTT ont eu lieu, en 2019, en France.

### Le cross-country marathon
Le cross-country marathon est proche du cross-country, mais les distances parcourues sont plus longues. D'après la réglementation de l'UCI, une compétition de cross-country marathon doit mesurer au minimum 60 km et au maximum 120 km, et le temps du vainqueur doit être supérieur à quatre heures.
Contrairement au cross-country, le cross-country marathon se court sur des circuits d'une seule boucle.

### Le Cross-country éliminatoire
Le cross-country éliminatoire est un format de course de vélo tout-terrain, qui voit s'affronter quatre coureurs sur un circuit d'environ 1 km. Les deux coureurs les plus rapides peuvent participer à la manche suivante, tandis que les deux derniers sont éliminés. Le XCE est un mélange de Four-cross et de XC.

### La randonnée

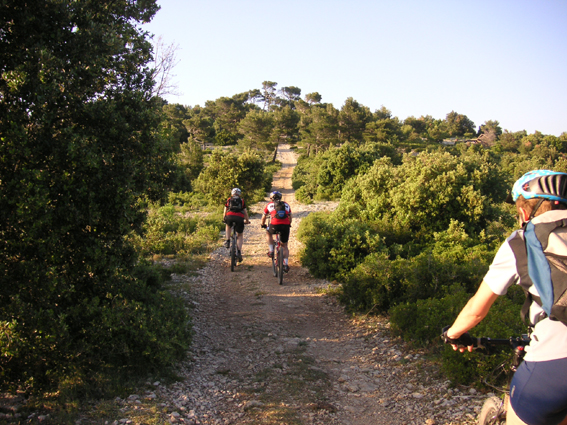
Randonnée dans le sud de la France.

La randonnée VTT, proche de la randonnée pédestre mais à vélo, est sans doute la pratique la plus populaire du VTT. Il s'agit de se promener de façon plus ou moins sportive sur des chemins variés. Il existe un grand nombre de circuits de randonnée permanents balisés, ainsi que des randonnées ponctuelles organisées par des clubs ou des associations.

### Le four cross

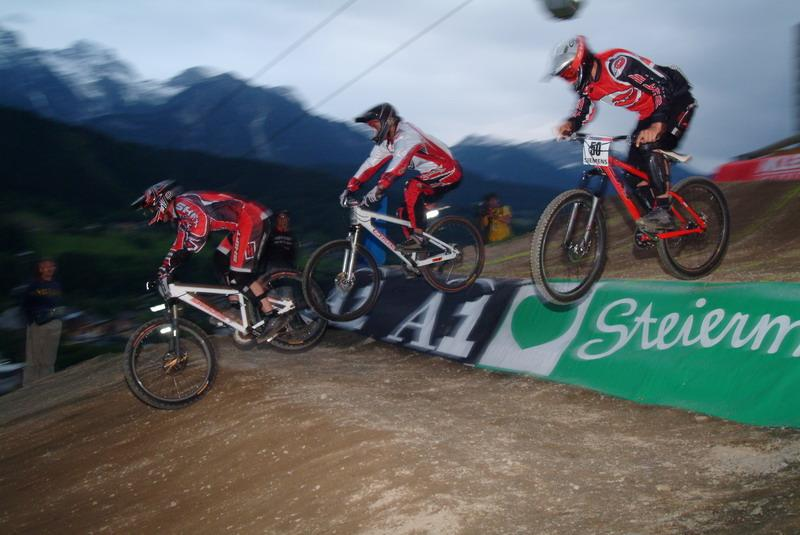
Course de four-cross. Sur cette course, tous les pilotes ont des vélos semi-rigides.

Le four-cross, parfois noté 4X, consiste à descendre une piste artificielle jalonnée d'obstacles, à quatre coureurs de front. Les courses sont très rapides (entre trente secondes et une minute) et donnent lieu à des affrontements entre les coureurs. Le vainqueur est le premier qui franchit la ligne d'arrivée. Les courses de four-cross se déroulent en plusieurs manches éliminatoires.
En 2012, cette discipline disparaît du calendrier de la coupe du monde de VTT de l'UCI. La fédération internationale a toutefois annoncé que les championnats du monde de 4X seraient conservés.

### Le dual slalom
Le dual slalom, parfois appelé « boarder cross », est considéré comme l'ancêtre du Four Cross, car il a perdu en popularité pendant la période charnière où le 4X est devenu populaire. Sur une compétition de dual slalom, deux cyclistes concourent simultanément sur deux tracés identiques, parallèles, et avec des trajectoires en slalom. Le dual slalom a été remplacé par le Four Cross par l'UCI pour rendre les compétitions plus spectaculaires.

### Le dirt
Inspiré du BMX, le dirt biking ou dirt consiste à exécuter diverses figures acrobatiques avec un vélo sur des bosses généralement artificielles, en terre ou en sable. C'est un sport spectaculaire où de nombreuses figures sont possibles. Des compétitions de dirt biking sont organisées, où les pilotes sont notés sur le style, la hauteur et la difficulté de leurs sauts.

### Le street

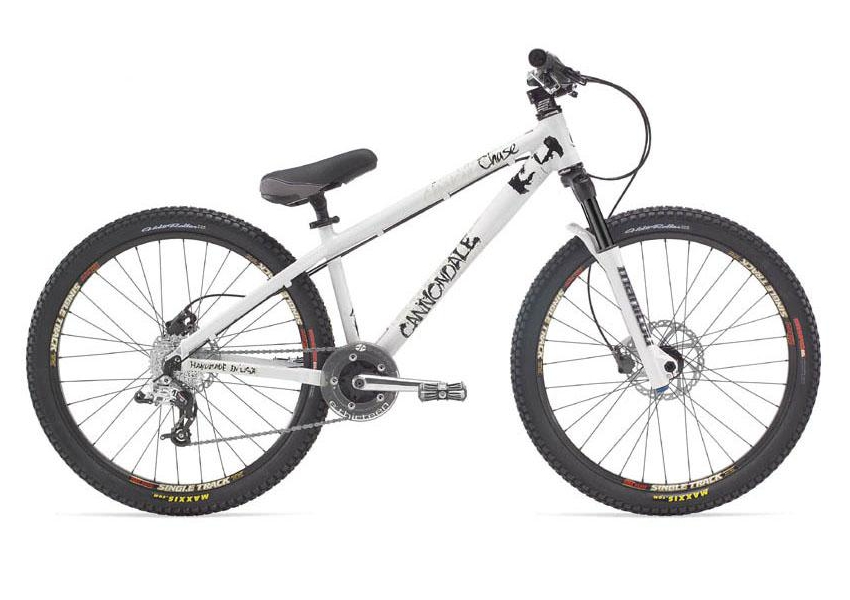
Vélo de dirt et de street.

Le street ou street biking consiste à utiliser le mobilier urbain, les trottoirs, les murs, les escaliers, pour exécuter des sauts et des figures.

### Le trial

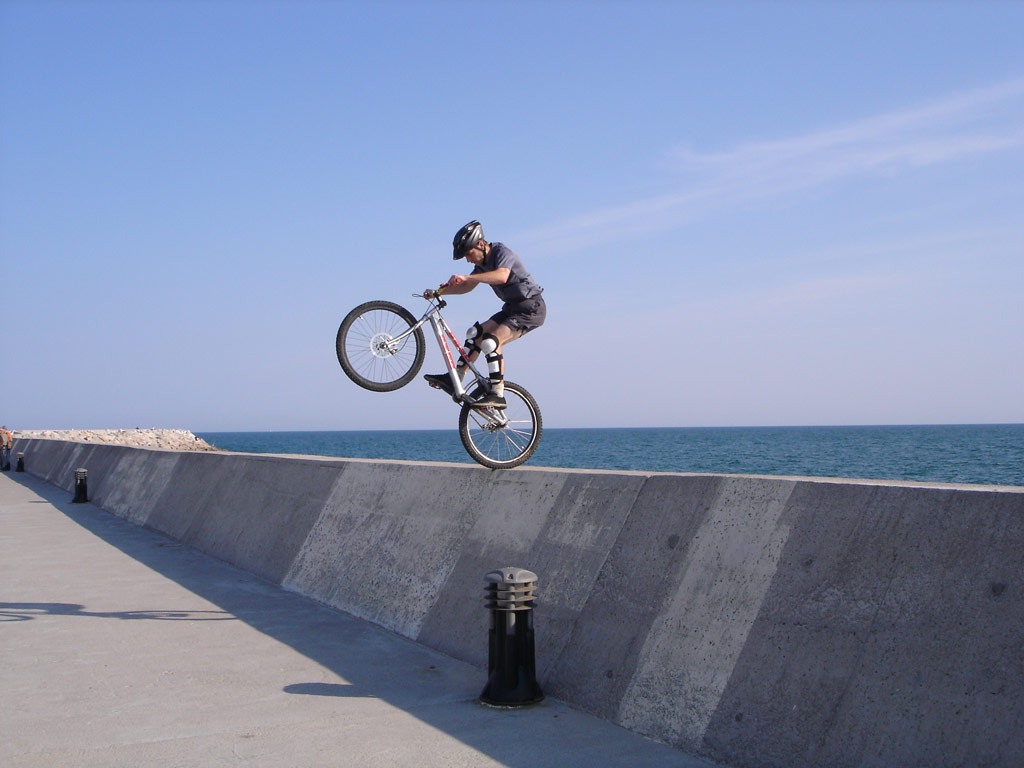
Pratique du VTT Trial dans le sud de la France.

Le Trial, ou VTT Trial, consiste au franchissement d'obstacles divers, naturels ou artificiels, dans un temps imparti,
c'est une discipline d'équilibre, le pilote ne doit ni poser le pied, ni utiliser d'autres appuis que les pneus du vélo. Ainsi, une autre partie du corps ou du vélo en contact avec tout obstacles sera pénalisé.
Il existe également des championnats du monde de vélo trial.
Les VTT de trial sont dépourvus de suspensions pour restituer toute l'énergie du corps, ni de selle pour garder toute la mobilité du pilote sur le vélo. Leur géométrie est conçue pour la maniabilité et l'équilibre car la technique principale "le cavalier" consiste à tenir en équilibre sur place en "sautillant" en équilibre sur la roue arrière. Les vélos-trial sont équipés de roues 20 ou 26 pouces de diamètre. les roues de 24 pouces sont quant à elles utilisées en Street Trial, discipline qui est un mélange entre le trial et le BMX consistant à mélanger franchissements de trial et figures de BMX.

### Le slopestyle
Le slopestyle est une pratique consistant à réaliser un certain nombre de figures sur des bosses en terre, modules en bois et éléments urbains. Elle s'inspire du dirt et du freeride. Les pilotes utilisent en général des vélos tout suspendus à faible débattement capables d'amortir des chocs importants en conservant de la nervosité. Lors des compétitions, les cyclistes sont notés par un jury sur des critères d'appréciation : difficulté des figures, style, amplitude, précision, progression, etc.

## Quelques champions
Seuls les athlètes qui ont été au moins trois fois champions du monde ou olympiques sont présentés ici (liste non exhaustive, toutes disciplines confondues)
- Gemma Abant Condal (Espagne)
  - Championne du monde de trial 2008, 2010, 2012
- Julien Absalon (France)
  - Champion olympique cross-country en 2004 et 2008
  - Champion du monde de XC 2004, 2005, 2006, 2007, 2014
  - Champion d'Europe de XC 2006, 2013, 2014
  - Coupe du monde de XC 2006, 2007, 2008, 2009, 2014
- Rachel Atherton (Royaume-Uni)
  - Championne du monde de descente 2008, 2013, 2015, 2016, 2018
  - Gagnante de la coupe du monde de descente 2008, 2012, 2013, 2015, 2016, 2018
- Kenny Belaey (Belgique)
  - Champion du monde de trial 2002, 2005, 2006
- Julie Bresset (France)
  - Championne olympique cross-country en 2012
  - Championne du monde de XC 2012, 2013
  - Coupe du monde de XC 2011
- Loïc Bruni (France)
  - Champion du monde de descente 2015, 2017, 2018, 2019, 2022
  - Coupe du monde de descente 2019, 2021
- Jack Carthy (Royaume-Uni)
  - Champion du monde de trial 26 pouces 2016, 2017, 2018
- Anne-Caroline Chausson (France)
  - Championne du monde de descente 1996, 1997, 1998, 1999, 2000, 2001, 2002, 2003, 2005
  - Championne olympique 2008 en BMX
  - Vice championne du monde d'enduro (Enduro World Series) en 2014
- Gilles Coustellier (France)
  - Champion du monde de trial 26 pouces 2008, 2009, 2011, 2012, 2014
- Gunn-Rita Dahle Flesjå (Norvège)
  - Championne olympique de XC 2004
  - Championne du monde de XC 2002, 2004, 2005, 2006
- Henrik Djernis (Danemark)
  - Champion du monde de XC 1992, 1993, 1994
- Thomas Frischknecht (Suisse)
  - Champion du monde de XC 1996
  - Champion du monde de XC marathon 2003, 2005
  - Champion d'Europe de XC 1993
- Margarita Fullana (Espagne)
  - Championne du monde de XC 1999, 2000, 2008
- Vincent Hermance (France)
  - Champion du monde de trial 26 pouces 2007, 2013, 2015
- Sam Hill (Australie)
  - Champion du monde 2006, 2007
  - Coupe du monde 2007, 2009
  - Vainqueur des Enduro World Series 2017
- Marco Hösel (Allemagne)
  - Champion du monde de trial 20 pouces 1999, 2002, 2006
- Jill Kintner (États-Unis)
  - Championne du monde de four-cross 2005, 2006, 2007
- Brian Lopes (États-Unis)
  - Champion du monde de dual-slalom 2001
  - Champion du monde de Four-Cross 2002, 2005, 2007
- Greg Minnaar (Afrique du Sud)
  - Champion du monde de descente 2003, 2012, 2013
  - Coupe du monde de descente 2001, 2004, 2008
- Karin Moor (Suisse)
  - Championne du monde de trial 2001, 2002, 2003, 2004, 2005, 2006, 2007
- Abel Mustieles (Espagne)
  - Champion du monde de trial 20 pouces 2011, 2012, 2013, 2015, 2016, 2017
- Jolanda Neff (Suisse)
  - Championne du monde de XC 2017
  - Championne du monde de XC marathon 2016
  - Vainqueur de la Coupe du monde de XC 2014 et 2015
- Titouan Perrin-Ganier (France)
  - Champion du monde de XC eliminator 2017, 2018, 2019
  - Champion d'Europe de XC eliminator 2017, 2018
- Michal Prokop (Tchéquie)
  - Champion du monde de four-cross 2003, 2006, 2011
  - Vainqueur de la coupe du monde de four-cross 2004, 2006
- Nina Reichenbach (Allemagne)
  - Championne du monde de trial 2016, 2017, 2018, 2019
  - Gagnante de la coupe du monde de trial 2016, 2017, 2018
- Benito Ros (Espagne)
  - Champion du monde de trial 20 pouces 2003, 2004, 2005, 2007, 2008, 2009, 2010, 2014
  - Champion du monde de trial 26 pouces 2004, 2007, 2008, 2009, 2010, 2012, 2013
- Christoph Sauser (Suisse)
  - Champion du monde de XC 2008
  - Champion du monde de marathon en 2007, 2011
  - Champion d'Europe de XC 2007
  - Coupe du monde de XC 2004 et 2005
  - Vice-champion du monde XC 2005, 2006, 2007
  - Vice-champion d'Europe XC 2006, 2008
  - Vice-Champion du monde de marathon en 2008
- Nino Schurter (Suisse)
  - Champion olympique de XC 2016
  - Champion du monde de XC 2010, 2012, 2013, 2015, 2016, 2017, 2018, 2019, 2021 et 2022
  - Vainqueur de la Coupe du Monde XC 2010, 2012, 2013, 2015, 2017, 2018, 2019 et 2022
  - Vice-champion olympique de XC 2012
  - Vice-champion du monde XC 2011 et 2014
  - Médaille de bronze olympique de XC 2008
  - Champion du monde de XC relais 2006, 2007, 2017, 2018, 2019, 2022 et 2023
  - Vice-champion du monde de XC relais 2003, 2004, 2008, 2011 et 2014
- Alison Sydor (Canada)
  - Championne du monde de XC 1994, 1995, 1996
- Nicolas Vouilloz (France)
  - Champion du monde de descente 1995, 1996, 1997, 1998, 1999, 2001, 2002
  - Coupe du monde de descente 1995, 1996, 1998, 1999, 2000
  - Champion d'Europe de descente 1994, 1997, 1998

## Courses célèbres

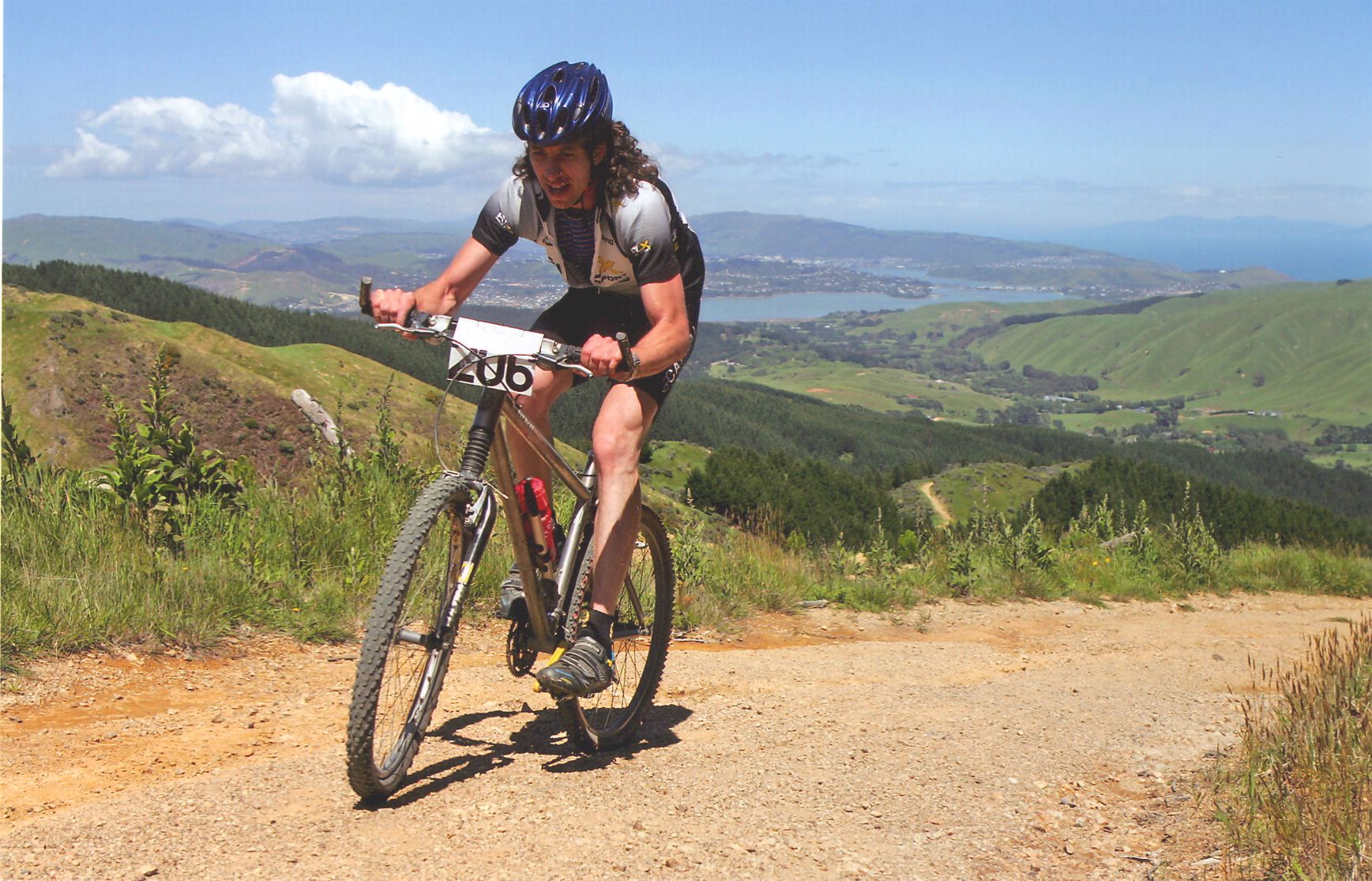
Course de cross-country.

Les compétitions organisées par l'Union cycliste internationale sont les Championnats du monde de VTT cross-country et la Coupe du monde de VTT. Les championnats continentaux (Afrique, Amérique, Asie, Europe, Océanie) sont organisés par les confédérations continentales.

### En France
- Le Roc d'Azur (Var)
- La Transvésubienne (Alpes-Maritimes)
- La Transmaurienne Vanoise (Savoie)
- Le Raid des Terres Noires (Alpes-de-Haute-Provence)
- Les Chemins du Soleil (Hautes-Alpes)
- Mégavalanche de l'Alpe d'Huez (L'Alpe d'Huez, Oisans, Isère)
- Mégavalanche de La Réunion (La Réunion, Maïdo, Saint-Paul)
- Les Roc'h des monts d'Arrée qui ont accueilli plus de 6 000 vététistes lors de la 15e édition en septembre 2013[3].

### Ailleurs
- Sea Otter Classic (Monterey, Californie)
- Red Bull Rampage(Utah, États-Unis)
- Cape Epic (en)
- Grand Raid Cristalp (Suisse)